# Cherry Lane
El Cherry Lane (‘vereda de cerezos’), es el teatro con actividad continuada más viejo en el Off-Broadway de la Ciudad de Nueva York. Está localizado en el número 38 de Commerce Street en el distrito municipal de Manhattan (40°43′53″N 74°00′19″O / 40.73139, -74.00528).
Es un icono en el paisaje cultural de Greenwich Village, su edificio fue construido como silo de granja en 1817, y sirvió como depósito de tabaco y fábrica de cajas, antes de que Edna St. Vincent Millay y otros miembros del Provincetown Players convirtieran la estructura en un teatro. Lo bautizaron con el nombre de Cherry Lane Playhouse; abrió sus puertas en torno al 24 de marzo de 1924, con la obra The Man Who Ate the Popomack. Desde el Living Theatre, pasando por el teatro del absurdo, y el movimiento Downtown Theater, todas las manifestaciones teatrales de vanguardia echaron raíces allí, y ello le otorgó una reputación como un lugar donde dramaturgos aspirantes y actores emergentes podían dar a conocer su trabajo.

## Escritores
Una sucesión asombrosa de piezas teatrales han sido presentadas en el pequeño edificio. Trabajos que atraviesan décadas y que son un desfile de escritores, cuyos nombres han dado esplendor y distinción a la literatura estadounidense e internacional con auténticos tesoros teatrales.
Entre otros autores se incluyen:
En los años veinte:
- F. Scott Fitzgerald
- John Dos Passos y
- Elmer Rice

En los años cuarenta y cincuenta:
- Eugene O'Neill
- Sean O'Casey
- Clifford Odets
- W. H. Auden
- Gertrude Stein
- T. S. Eliot
- Pablo Picasso y
- William Saroyan

En los años sesenta:
- Beckett
- Eduard Albee
- Harold Pinter
- Eugène Ionesco y
- LeRoi Jones.

En los años setenta y ochenta:
- Sam Shepard
- Lanford Wilson,
- Joe Orton y
- David Mamet.

## Actores
Las producciones de teatro destacaron a un grupo, igualmente ilustre, de actores y directores, incluyendo:
- John Malkovich
- Barbra Streisand
- Geraldine Fitzgerald
- James Earl Jones
- Ruby Dee
- Gene Hackman
- Beatrice Arthur (haciendo su debut en escena).
- Fritz Weaver
- Judith Malina
- Burl Ives
- Colleen Dewhurst
- Harvey Keitel
- Cicely Tyson
- Jerry Stiller
- James Coco
- Dolores Sutton
- Shami Chaikin
- James Broderick
- Lee Strasberg
- Roger Bart
- Francot Tone
- Roscoe Lee Browne
- Alan Schneider
- Claudia Shear
- Anne Revere
- Theodore Bikel
- Peter Falk
- Estelle Parsons
- Judd Hirsch
- Judith Ivey
- Robert Wilson
- Maxwell Caulfield
- Adolf Green
- Betty Comden
- Alvin Epstein
- Rue McClanahan
- Shirley Knight
- John Tillinger
- Lewis Black
- Sudie Bond
- Tom Bosley (quien también trabajó en la taquilla del teatro).
- Frances Sternhagen
- Roy Scheider
- James Noble
- Geraldine Page
- Mark Setlock
- Gene Saks
- Bob Dylan
- F. Murray Abraham
- Kiki & Herb
- Jo Ann Worley
- Joan Micklin Silver
- John Rando
- Gary Sinise
- Vincent Gardenia
- Micki Grant
- Tony Musante
- Rainn Wilson
- Kevin Bacon
- Kim Stanley
- Frank Langella
- Tyne Daly
- John Epperson
- Nancy Marchand
- Robert Loggia
- Dennis Quaid
- Joan Cusack y
- Joseph Chaikin.

## Evolución del teatro
En 1985 y 1986, el Light Opera de Manhattan (dedicado al teatro musical) representó light opera y Gilbert and Sullivan durante las 52 semanas de ambos años, pero el edificio se quedaba pequeño para la empresa.
En 1996, la directora artística Angelina Fiordellisi revivificó el Teatro Cherry Lane y ese año fundó una empresa residente no lucrativa. Su objetivo es sostener una comunidad de dramaturgos y de apoyo a artistas de teatro. Prestando atención a trabajos de adaptación y obras originales, que son un espejo social de la audiencia diversa y multi-generacional. La mayor parte de los trabajos producidos son de teatro experimental.
En 1998, Angelina Fiordellisi, con el dramaturgo Michael Weller y Susann Brinkley, fundó el Mentor Project (‘proyecto mentor’) de la compañía, que empareja a dramaturgos preeminentes con dramaturgos aspirantes en relaciones personalizadas de apoyo. Cada Mentor trabaja con un Dramaturgo para perfeccionar un trabajo durante una temporada, que culmina en una producción de exhibición. Los participantes han incluido como mentores a los ganadores del premio Pulitzer
David Auburn,
Charles Fuller,
Tony Kushner,
Marsha Norman,
Alfred Uhry,
Jules Feiffer y Wendy Wasserstein (Premio Tony, Premio Obie),
Craig Lucas,
Theresa Rebeck, y los ganadores del Premio Obie Ed Bullins (ganador en tres ocasiones) y Lynn Nottage.
Desde el principio, Edward Albee ha participado como mentor del mentor asistiendo a las lecturas de proyecto y funcionamiento e impartiendo una clase magistral anual.
Fiordellisi ha fundado otros muchos programas en el teatro, incluyendo una serie de clases magistrales en 2000, que atrajo dramaturgos distinguidos como 
Edward Albee,
David Henry Hwang,
Marsha Norman,
Alfred Uhry,
A. R. Gurney,
Wendy Wasserstein,
Theresa Rebeck,
Terrence McNally y
Jules Feiffer.

## Algunas producciones
Entre las producciones notables organizadas en el Cherry Lane se incluyen:
- Blown Sideways Through Life, de Claudia Shear
- Fortune's Fool, con Alan Bates y Frank Langella
- The Sum of Us, con Tony Goldwyn
- Closer Than Ever, musical de Richard Maltby y David Shire
- True West de Sam Shepard
- Entertaining Mr Sloane de Joe Orton
- The Zoo Story de Eduard Albee
- Godspell, de John-Michael Tebelak y el compositor Stephen Schwartz
- Morning's at Seven de Paul Osborn, y
- Nunsense, éxito de larga duración.